# District de Taray
 (indiquez la date de pose grâce au paramètre date).
Au Pérou, le district de Taray est l’un des huit districts de la province de Calca. Ce district a été créé le 6 mai 1964 par le gouvernement du président Fernando Belaúnde Terry. Son chef-lieu est la ville de Taray située à 2 900 m d’altitude.
Les habitants du district sont principalement des citoyens autochtones d’origine quechua. Le quechua est la langue que la majorité de la population (86,14 %) a apprise à parler dans l’enfance, 13,37 % des résidents ont commencé à parler en utilisant la langue espagnole (recensement du Pérou de 2007).